# Liste der Biografien/Ande
Liste der Biografien |
Portal Biografien |
Personensuche
# |
A |
B |
C |
D |
E |
F |
G |
H |
I |
J |
K |
L |
M |
N |
O |
P |
Q |
R |
S |
T |
U |
V |
W |
X |
Y |
Z |
?
 
Aa |
Ab |
Ac |
Ad |
Ae |
Af |
Ag |
Ah |
Ai |
Aj |
Ak |
Al |
Am |
An |
Ao |
Ap |
Aq |
Ar |
As |
At |
Au |
Av |
Aw |
Ax |
Ay |
Az
 
Ana–Anc |
And |
Ane |
Anf |
Ang |
Anh |
Ani |
Anj |
Ank |
Anl |
Anm |
Ann |
Ano |
Anp |
Anq |
Anr |
Ans |
Ant–Anz
 
Anda |
Ande |
Andh |
Andi |
Andj |
Andl |
Ando |
Andr |
Ands |
Andu |
Andy |
Andz
 
Andec |
Andel |
Andem |
Anden |
Andeo |
Ander |
Andes |
Andew |
Andex
Die Liste der Biografien führt alle Personen auf, die in der deutschsprachigen Wikipedia einen Artikel haben. Dieses ist eine Teilliste mit 2 Einträgen von Personen, deren Namen mit den Buchstaben „Ande“ beginnt.

## Ande
- Ande, Friedrich-Wilhelm (1885–1945), deutscher Gymnasiallehrer und Heimatforscher
- Ande, Michael (* 1944), deutscher Schauspieler, Hörspiel- und Synchronsprecher